# 671 г. пр.н.е.

## Събития

### В Азия

#### В Асирия
- Цар на Асирия е Асархадон (681/0 – 669 г. пр.н.е.).[1]
- Асирийците започват втория си поход срещу Египет. По пътя войската им обсажда град Тир тъй като египтяните се опитват да се съюзят с владетелите на градове във Финикия.[2]

#### В Елам
- Цар на Елам e Уртаку (675 – 664 г. пр.н.е.).[3]

### В Африка

#### В Египет
- Фараон на Египет е Тахарка (690 – 664 г. пр.н.е.).[4]
- Асирийците на Асархадон нахлуват в Египет през Синай с помощта на камили взети от арабите. В три отделни битки в делтата на Нил египтяните търпят поражение, което позволява на асирийците да превземат град Мемфис.[5]
- Фараонът Тахарка успява да избяга в Тива или Напата, но семейството му и престолонаследника са пленени.[5]
- Асархадон назначава васални владетели, управители и чиновници, които да събират данък от египтяните за Асирия и бог Ашур.[5]
- С пробива във и окупацията на големи части от Долен Египет цар Асархадон достига зенита на разрастване на Асирийската държава, която в този момент се простира от Нил до Иран, но контрола върху новите египетски придобивки се оказва трудно удържим и относително краткотраен.[5]